# Rhododendron trichocladum
Rhododendron trichocladum là một loài thực vật có hoa trong họ Thạch nam. Loài này được Franch. miêu tả khoa học đầu tiên năm 1886.